# Paulo Eduardo
Paulo Eduardo de Jesus Pinho, mais conhecido simplesmente por Paulo Eduardo, é um ex-jogador de futebol de salão brasileiro que jogava na posição de ala.
Fez parte da Seleção Brasileira de Futebol de Salão na época em que o esporte era regido pelas antigas regras da FIFUSA, ajudando a equipe a sagrar-se Campeã Mundial de Futebol de Salão, em 1985. Também fez parte do elenco que foi vice-campeão do Campeonato Mundial de Futebol de Salão de 1988.